# Lista de locais de sepultamento de governadores da Califórnia
Esta é uma lista de locais de sepultamento dos governadores da Califórnia.

## Locais de sepultamento dos governadores da Califórnia
| No. | Governador          | Data da morte           | Local de sepultamento                         | Cidade           | Condado      | Estado       | Imagem do local |
| --- | ------------------- | ----------------------- | --------------------------------------------- | ---------------- | ------------ | ------------ | --------------- |
| 1   | Peter H. Burnett    | 17 de maio de 1895      | Mission Santa Clara de Asís                   | Santa Clara      | Santa Clara  | Califórnia   |                 |
| 2   | John McDougall      | 30 de março de 1866     | Cypress Lawn Memorial Park                    | Colma            | San Mateo    | Califórnia   |                 |
| 3   | John Bigler         | 29 de novembro de 1871  | Sacramento Historic City Cemetery             | Sacramento       | Sacramento   | Califórnia   |                 |
| 4   | J. Neely Johnson    | 31 de agosto de 1872    | Fort Douglas Cemetery                         | Salt Lake City   | Salt Lake    | Utah         |                 |
| 5   | John B. Weller      | 17 de agosto de 1875    | St. John's Cemetery                           | Nova Orleães     | Nova Orleães | Luisiana     |                 |
| 6   | Milton Latham       | 4 de março de 1882      | Cypress Lawn Memorial Park                    | Colma            | San Mateo    | Califórnia   |                 |
| 7   | John G. Downey      | 1 de março de 1894      | Holy Cross Cemetery                           | Colma            | San Mateo    | Califórnia   |                 |
| 8   | Leland Stanford     | 21 de junho de 1893     | Mausoléu Stanford                             | Palo Alto        | Santa Clara  | Califórnia   |                 |
| 9   | Frederick Low       | 21 de julho de 1894     | Cypress Lawn Memorial Park                    | Colma            | San Mateo    | Califórnia   |                 |
| 10  | Henry Huntly Haight | 2 de setembro de 1878   | Mountain View Cemetery                        | Oakland          | Alameda      | Califórnia   |                 |
| 11  | Newton Booth        | 14 de julho de 1892     | Sacramento Historic City Cemetery             | Sacramento       | Sacramento   | Califórnia   |                 |
| 12  | Romualdo Pacheco    | 23 de janeiro de 1899   | Mountain View Cemetery                        | Oakland          | Alameda      | Califórnia   |                 |
| 13  | William Irwin       | 15 de março de 1886     | Sacramento Historic City Cemetery             | Sacramento       | Sacramento   | Califórnia   |                 |
| 14  | George C. Perkins   | 26 de fevereiro de 1923 | Mountain View Cemetery                        | Oakland          | Alameda      | Califórnia   |                 |
| 15  | George Stoneman     | 5 de setembro de 1894   | Bentley Cemetery                              | Lakewood         | Chautauqua   | Nova Iorque  |                 |
| 16  | Washington Bartlett | 12 de setembro de 1887  | Mountain View Cemetery                        | Oakland          | Alameda      | Califórnia   |                 |
| 17  | Robert W. Waterman  | 12 de abril de 1891     | Mt. Hope Cemetery                             | San Diego        | San Diego    | Califórnia   |                 |
| 18  | Henry H. Markham    | 9 de outubro de 1923    | Mountain View Cemetery and Mausoleum          | Altadena         | Los Angeles  | Califórnia   |                 |
| 19  | James Budd          | 30 de julho de 1908     | Cemitério Rural de Stockton                   | Stockton         | San Joaquin  | Califórnia   |                 |
| 20  | Henry Gage          | 28 de agosto de 1924    | New Calvary Cemetery                          | East Los Angeles | Los Angeles  | Califórnia   |                 |
| 21  | George Pardee       | 1 de setembro de 1941   | Mountain View Cemetery                        | Oakland          | Alameda      | Califórnia   |                 |
| 22  | James Gillett       | 20 de abril de 1937     | Capela das Memórias Columbário                | Oakland          | Alameda      | Califórnia   |                 |
| 23  | Hiram Johnson       | 6 de agosto de 1945     | Cypress Lawn Memorial Park                    | Colma            | San Mateo    | Califórnia   |                 |
| 24  | William Stephens    | 25 de abril de 1944     | Angelus-Rosedale Cemetery                     | Los Angeles      | Los Angeles  | Califórnia   |                 |
| 25  | Friend Richardson   | 6 de setembro de 1943   | Capela dos Sinos                              | Oakland          | Alameda      | Califórnia   |                 |
| 26  | C. C. Young         | 24 de dezembro de 1947  | Sunset View Cemetery                          | El Cerrito       | Contra Costa | Califórnia   |                 |
| 27  | James Rolph         | 2 de junho de 1934      | Greenlawn Memorial Park                       | Colma            | San Mateo    | Califórnia   |                 |
| 28  | Frank Merriam       | 25 de abril de 1955     | Forest Lawn Memorial Park                     | Long Beach       | Los Angeles  | Califórnia   |                 |
| 29  | Culbert Olson       | 13 de abril de 1962     | Forest Lawn Memorial Park                     | Glendale         | Los Angeles  | Califórnia   |                 |
| 30  | Earl Warren         | 9 de julho de 1974      | Cemitério Nacional de Arlington               | Arlington        | Arlington    | Virgínia     |                 |
| 31  | Goodwin Knight      | 22 de maio de 1970      | Rose Hills Memorial Park                      | Whittier         | Los Angeles  | Califórnia   |                 |
| 32  | Pat Brown           | 16 de fevereiro de 1996 | Holy Cross Cemetery                           | Colma            | San Mateo    | Califórnia   |                 |
| 33  | Ronald Reagan       | 5 de junho de 2004      | Biblioteca e Museu Presidencial Ronald Reagan | Simi Valley      | Ventura      | Califórnia   |                 |
| 35  | George Deukmejian   | 8 de maio de 2018       | Desconhecido                                  | Desconhecido     | Desconhecido | Desconhecido |                 |